# Маргулян Лев Маркович
Лев Маркович Маргулян (17 березня 1903, Стара Котельня — 25 вересня 1943) — Герой Радянського Союзу, в роки радянсько-німецької війни командир відділення саперного взводу 1031-го стрілецького полку 280-ї стрілецької дивізії 60-ї армії Центрального фронту, молодший сержант.

## Біографія
Народився 17 березня 1903 року в селі Стара Котельня (нині Андрушівського району Житомирської області України) в селянській родині. Єврей. Закінчив сільську школу.
У січні 1943 року призваний до лав Червоної Армії Верхньо-Чірчікським райвійськкоматом Ташкентської області.
У боях радянсько-німецької війни з серпня 1943 року. Воював на Воронезькому і Центральному фронтах. Бойове хрещення пройшов рядовим сапером у складі саперного взводу 1031 стрілецького полку 280 стрілецької дивізії 60-ї армії Центрального фронту, коли радянські війська під командуванням генерал-лейтенанта І. Д. Черняховського відвоювали Глухів і вступили на українську землю. Леву Марковичу присвоїли звання молодшого сержанта і призначили командиром відділення саперів.
25 вересня 1943 року під вогнем ворога Л. М. Маргулян організував переправу бійців і військової техніки на човнах і плотах через Дніпро в районі села Окунінове Чернігівської області. Два рейси були успішними, а коли повертався з третього — загинув.
Був захоронений у братській могилі села Окунінове. Перед тим, як ця територія була затоплена Київським морем, останки воїнів перенесли в село Страхолісся Київської області.

## Нагороди, пам'ять

Погруддя в Андрушівці

Указом Президії Верховної Ради СРСР від 17 жовтня 1943 року за героїзм і мужність, проявлені у битві за Дніпро, молодшому сержанту Леву Марковичу Маргуляну посмертно присвоєно звання Героя Радянського Союзу. Нагороджений орденом Леніна.
В місті Андрушівці на Алеї Слави встановлене погруддя Героя, його ім'я внесено в «Книгу пам'яті» та викарбувано на обеліску в селі Стара Котельня.